# Dagobert I.
Dagobert I.  je bil kralj Avstrazije (623–634), kralj vseh Frankov   (629–634) in kralj Nevstrije in Burgundije (629–639), * okoli 603, † 19. januar 639.
Bil je zadnji kralj iz Merovinške dinastije, ki je imel še nekaj kraljevske moči, in prvi, ki je bil pokopan v kraljevi grobnici v baziliki Saint Denis v Parizu.

## Vladar Avstrazije
Dagobert je bil najstarejši sin Klotarja II. in Haldetrude (575–604). Klotar II. je bil kralj vseh Frankov od leta 613. Leta 623 ga je avstrazijsko plemstvo, ki je želelo imeti svojega kralja, prisililo, da je Dagoberta imenoval za kralja Avstrazije.
Ob prenosu oblasti je iz Avstrazije izločil  Alzacijo, Vogeze in Ardene, vendar ga je avstrazijsko plemstvo kmalu prisililo, da je pokrajine vrnil Dagobertu. Vladanje Franka v središču Avstrazije je okrepilo vezi med njegovim dvorom in Alzacijo. V jugozahodnem delu svojega kraljestva je ustanovil novo vojvodino, kasnejšo Vojvodino Alzacijo, ki naj bi branila kraljestvo pred apetiti Burgundov in Alemanov. Vojvodina je obsegala Vogeze, Burgundska vrata med Vogezi in Juro in Transjuro. Dagobert je za prvega vojvodo nove politične enote imenoval svojega dvorjana Gundoina. Vojvodina je obstajala do konca Merovinške dinastije.

## Vladar združenega kraljestva
Po očetovi smrti leta 629 je Dagobert nasledil Nevstrijo in Burgundijo. Zihildin sin in Dagobertov polbrat Haribert je temu oporekal in kraljestvi zahteval zase. Zihildinega brata Brodulfa, ki ga je zastopal svojega nečaka, je dal Dagobert umoriti in Akvitanijo prepustil svojemu mlajšemu bratu.
Haribert in njegov sin Hilperik sta bila leta 632 umorjena. Dagobert si je po njuni smrti prisvojil Burgundijo in Akvitanijo in postal najmočnejši merovinški kralj in dolgo časa najbolj spoštovan kralj na Zahodu. Leta 631 je s tremi vojskami napadel slovanskega vladarja Sama in bil v bitki pri Wogastisburgu poražen.

## Vladar Nevstrije (iz Pariza)
Leta 632 se je avstrazijsko plemstvo pod vodstvom majordoma Pipina Landenskega uprlo. Dve leti kasneje je Dagobert uporniške plemiče pomiril z imenovanjem svojega tri leta starega sina Sigiberta III. za kralja in mu prepustil najbolj vzhodne dele kraljestva. 
Dagobert je za svojo prestolnico izbral Pariz. V Meersburgu ob Konstanškem jezeru je zgradil grad Altes Schloss, ki je zdaj najstarejši naseljen grad v tej pokrajini. Kot goreč vernik je dal na mestu benediktinskega samostana v Parizu zgraditi baziliko Saint Denis, in za škofa  Strasbourga imenoval svetega Arbogasta.
Umrl je v opatiji Saint Denis in bil kot prvi frankovski kralj pokopan v baziliki Saint Denis v Parizu.

## Družina
Avtor Fredegarjeve kronike kritizira Dagoberta zaradi njegove nemoralnosti, ker je imel »istočasno tri kraljice in več priležnic«. Kronika omenja kraljico Nantildo in manj znani Vulfegundo in Berhildo, toda nobene priležnice, »ker bi bil njihov seznam predolg«. 
Leta 625/626 se je poročil z Gormatrudo, sestro očetove žene Zihilde. Zakon je bil brez otrok. Po ločitvi od Gormatrude leta 629/630 se je poročil z Nantildo, saško služabnico (puella) iz svojega spremstva. Z njo je imel sina
- Klodvika II. (* 634 ali 635), kasnejšega kralja Nevstrije in Burgundije.

Kmalu po poroki je za priležnico vzel dekle Ragnetrudo, s katero je imel najmlajšega sina
- Sigiberta III., kasnejšega kralja Avstrazije.

Domneva se, da je bila Dagobertov otrok tudi opatinja Nonnberške opatije Regintruda, čeprav se to ne sklada z datumon njenega rojstva med letoma 660 in 665. Poročila se je z bavarskim vojodom Teodom ali njegovinm sinom, vojvodo Salzburga iz bavarske družine Agilflingov.

## Denar
- Dagobertov triens;  Uzès, 629–639, zlato 1,24 g. Monnaie de Paris.
- Dagobertov solidus; Marseille, 623–629. Cabinet des Médailles.
- Dagobertov in Romanov triens;  Augaune, 629-639, zlato 1,32 g. Monnaie de Paris.
- Dagobertov zlatnik
- Dagobertova zlata tremisa (sou)

- Abel Hugo - France historique et monumentale (1837).

## Vir
- Cawley, Charles. Medieval Lands Project on Dagobert I, King of the Franks. Foundation for Medieval Genealogy, pridobljeno avgusta 2012.

| Dagobert I. Merovinška dinastijaRojen: 603 Umrl: 19. januar 639 |                                       |                                                 |
| Predhodnik: Klotar II.                                          | Kralj Avstrazije 623–629              | Naslednik: Sigibert III.                        |
| Predhodnik: Klotar II.                                          | Kralj Frankov 629–634                 | NezasedenoNaslednji nosilec nazivaTeoderik III. |
| Nov naziv delitev Galije                                        | Kralj Nevstrije in Burgundije 634–639 | Naslednik: Klodvik II.                          |